# Bouře a vzdor (kniha)
Bouře a vzdor (anglicky Siege and Storm) je druhý díl fantasy trilogie Griša americké autorky Leigh Bardugo. V českém překladu poprvé vyšla 5. října 2017 v nakladatelství Fragment.

## Postavy

### Hlavní postavy
- Alina Starkov (Sankta Alina) – osiřelá kartografka První armády Ravky, Světlonoška
- Maljen „Mal“ Oretsev – osiřelý stopař První armády Ravky (36. regiment) a nejlepší kamarád Aliny
- Temnyj – velitel Druhé armády Ravky
- Nikolai Lantsov – druhý syn krále Ravky

### Vedlejší postavy
- Sturmhond – nechvalně známý kapitán lodě Volkvolny, najat Temnyjem na nebezpečnou misi
- Vasily Lantsov – první syn krále Ravky, následník trůnu
- Tolya Yul-Bataar a Tamar Kir-Bataar – dvojčata a Smrtiči, členové posádky lodě Volkvolny
- Žeňa Safinová – jediná známá Krejčová
- Zoja Nazjalenská – Větrostrůjkyně
- Ivan – Smrtič a pravá ruka Temnyje
- Baghra – trenérka mladých Griš
- Aparátus – duchovní poradce krále Ravky

## Pokračování
Celý příběh pokračuje ve třetí a poslední knize trilogie Zkáza a naděje (2018). Do stejného světa je zasazen také děj duologie Šest vran (Šest vran a Prohnilé město) a duologie Zjizvený král (Zjizvený král a Rule of Wolves), a také doplňující sbírky Trnitá řeč a The Lives of Saints.